# Alice Hathaway Lee
Alice Hathaway Lee Roosevelt (29 de julio de 1861-14 de febrero de 1884) fue una socialité estadounidense y la primera esposa del presidente Theodore Roosevelt. Menos de dos días después de dar a luz a su único hijo, murió por la Enfermedad de Bright.

## Primeros años
Nació el 29 de julio de 1861 en Chestnut Hill, Massachusetts. Hija del banquero George Cabot Lee y su esposa Caroline Watts Haskell. De 1,67 m, ojos azul grisáceo y largo cabello ondulado y dorado, fue descrita como sorprendentemente encantadora y hermosa. Sus amigos y familia la llamaban Sunshine debido a su disposición alegre.

## Cortejo y matrimonio
Lee conoció a Theodore T. R. Roosevelt, Jr., el 18 de octubre de 1878 en casa de sus familiares y vecinos de al lado, los Saltonstall. En la Universidad de Harvard, Roosevelt era compañero del primo de Alicia, Richard Middlecott Dick Saltonstall. Después de escribir sobre su primer encuentro, Roosevelt dijo: Mientras viva, nunca olvidaré cuán dulce se veía y cuán bellamente me saludó. Alice, que tenía muchos pretendientes, recibió su propuesta de matrimonio en junio de 1879 pero esperó ocho meses en aceptarla. Su compromiso se anunció el 14 de febrero de 1880.

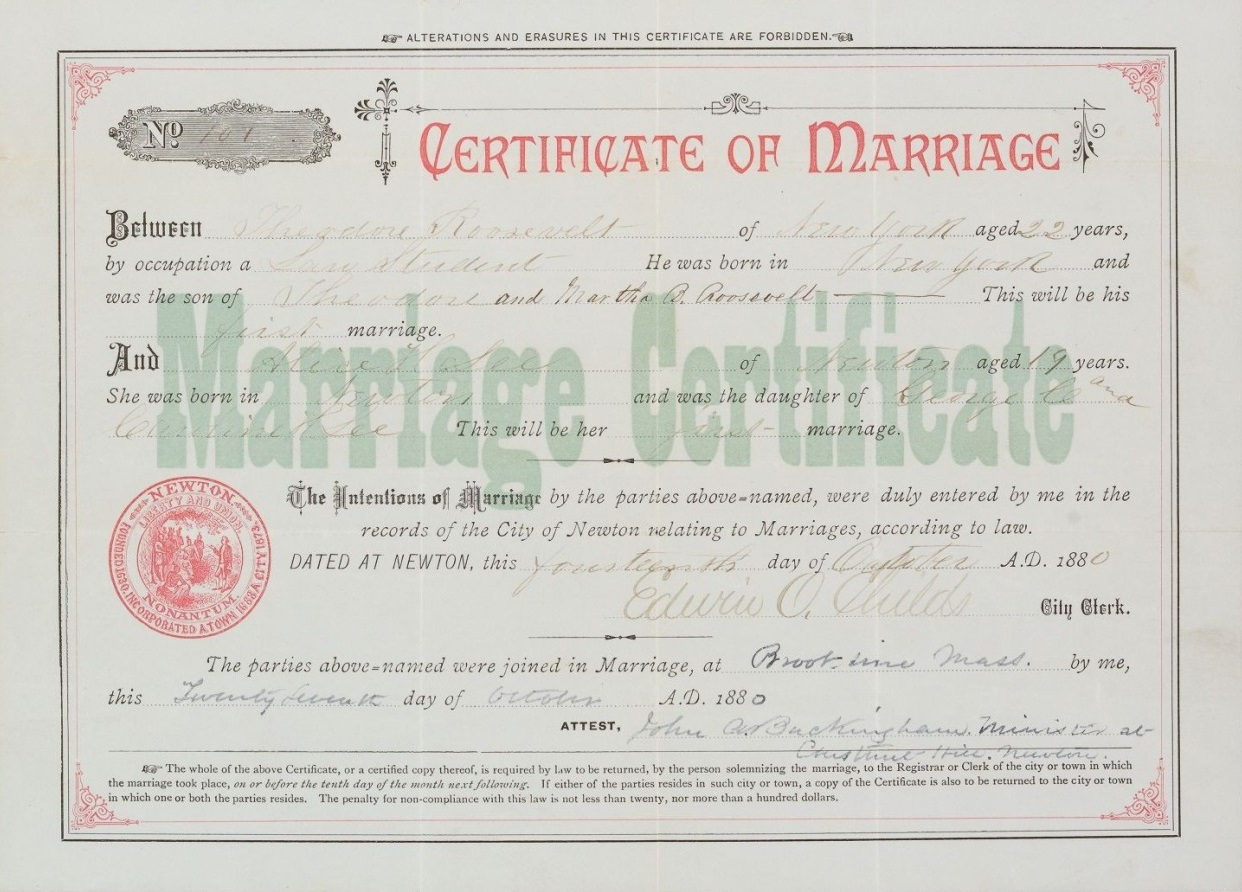
Certificado de matrimonio de los Roosevelt, 1880.

Con 19 años, Alice se casó con Roosevelt el 27 de octubre de 1880, el día que él cumplía 22, en la Iglesia Unitaria en Brookline (Massachusetts). La luna de miel apropiada de la pareja se retrasó hasta el verano siguiente debido a la aceptación de su esposo en la Columbia Law School. Después de pasar dos semanas en la casa de la familia Roosevelt en Oyster Bay (Nueva York), la pareja se fue a vivir con la madre viuda de Theodore, Martha Stewart Mittie Bulloch en Nueva York (ciudad).

## Parto y muerte
Alice dio a luz una hija llamada Alice Lee Roosevelt a las 20:30 el 12 de febrero de 1884 en Nueva York. Su esposo, en ese entonces, miembro de la Asamblea del estado de Nueva York, estaba en Albany. Recibió un telegrama temprano la mañana siguiente y se dispuso a partir de regreso por la tarde, cuando recibió un nuevo telegrama anunciando problemas de salud y cuando él llegó sobre la medianoche Alice estaba en estado semicomatoso. Falleció la tarde del 14 de febrero en la Ciudad de Nueva York, el día de San Valentín, en que se cumplían cuatro años de su compromiso. Se le diagnosticó insuficiencia renal por la enfermedad de Bright, que su embarazo había enmascarado.

## A posteriori
Roosevelt quedó devastado, y apenas volvió a hablar de ella. Para frustración de su hija, lo único que reveló fue una entrada en su diario ese día: "La luz se ha ido X " y un tributo privado: "Era hermosa en cara y forma, y aún más encantadora en espíritu. Como flor, ella creció, como una hermosa flor joven y bella, murió. Su vida siempre había estado bajo el sol, nunca le había llegado ningún dolor; (...) Justa, pura y alegre como una doncella, amorosa, tierna y feliz. Como una joven esposa, cuando acababa de convertirse en madre, cuando su vida parecía haber comenzado y los años por venir parecían tan brillantes, entonces, por un extraño y terrible destino, la muerte llegó. Y cuando el corazón de mi corazón murió, la luz se fue de mi vida para siempre."
De inmediato, el joven viudo entregó a su hija a su hermana mayor, Anna "Bamie" Roosevelt, que iba en camino de ser solterona. A medida que crecía, la niña supo de su madre por ella, porque su padre nunca le habló de su madre. Arrancó las páginas de su diario que hablaban de ella y quemó casi todas las cartas que se habían escrito a lo largo de su noviazgo y matrimonio. Fue enterrada en el cementerio de Green-Wood en Brooklyn, Nueva York, junto a su suegra Mittie, que había muerto unas horas antes de fiebre tifoidea. Ambas familias celebraron un funeral conjunto para las dos en la Iglesia Presbiteriana de la Quinta Avenida de Nueva York.